# Groß Pankow
Gross-Pankow est une commune du nord-ouest du Brandebourg, dans l'arrondissement de Prignitz.

## Découpage et villages

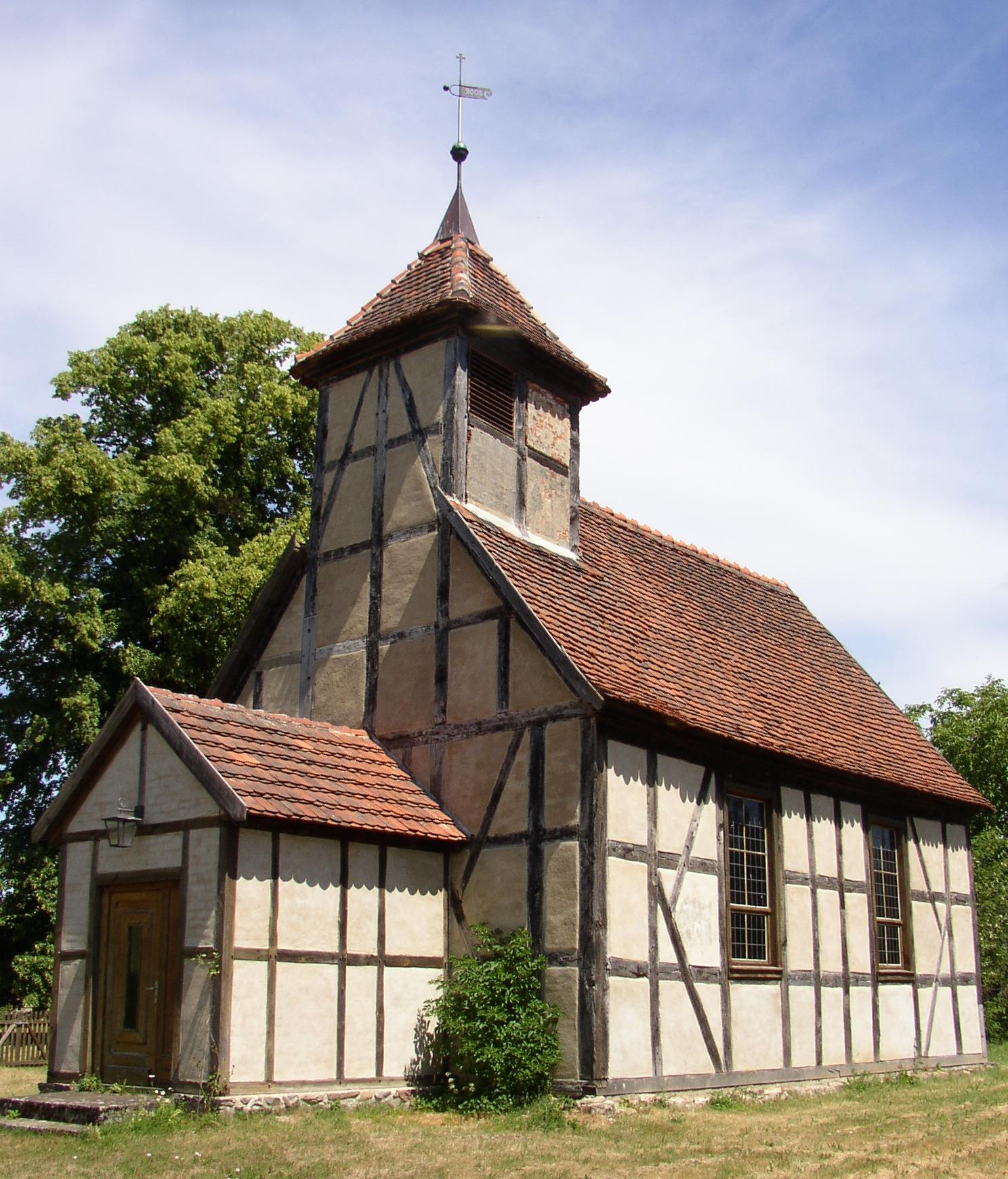
Le temple protestant de Langnow

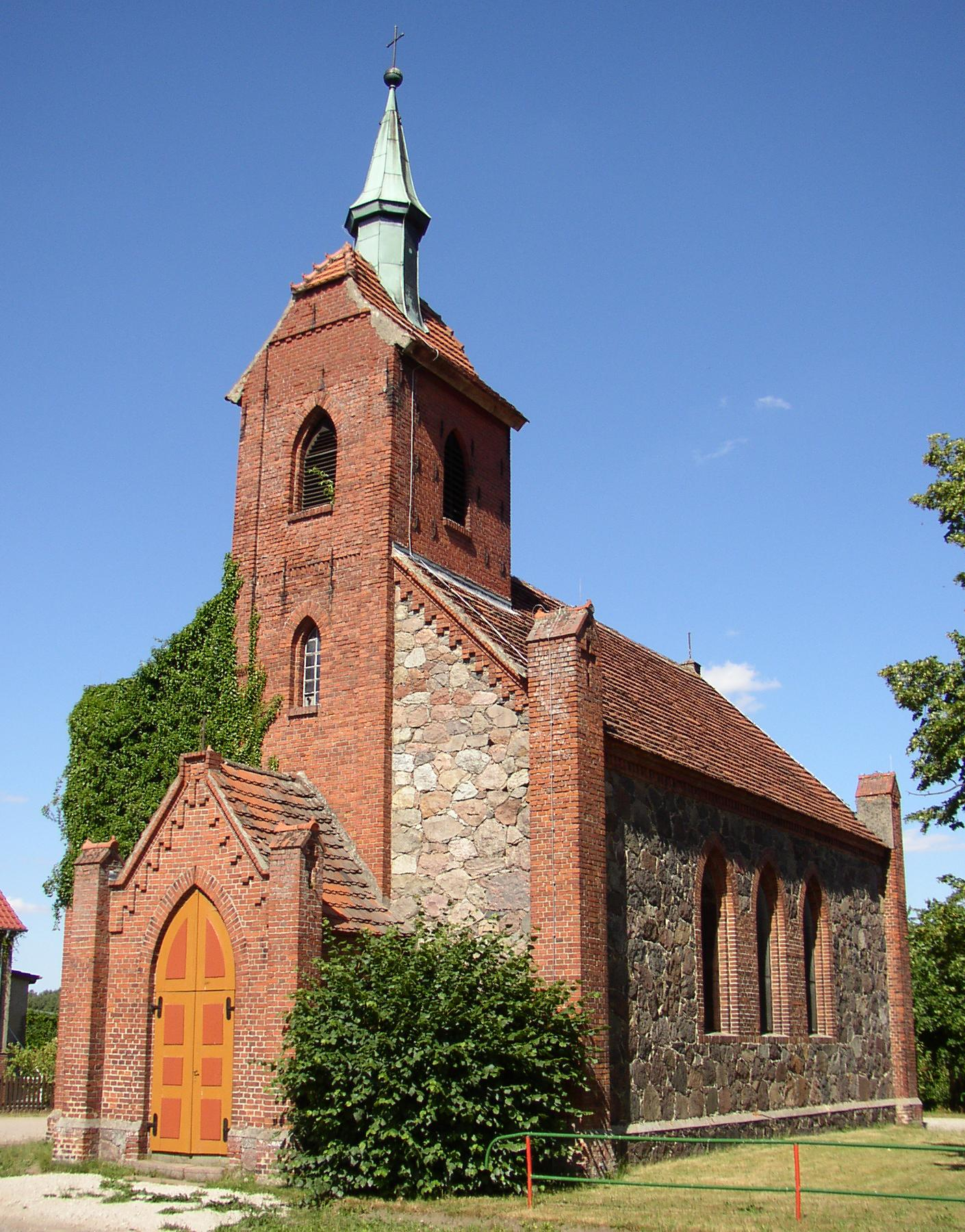
Le temple de Boddin

La commune de Gross-Pankow compte 18 faubourgs et 39 villages et hameaux.
| Faubourg             | Villages          | Population (au 1er janvier 2013) |
| -------------------- | ----------------- | -------------------------------- |
| Baek                 | Baek              | 228                              |
| Baek                 | Strigleben        | 59                               |
| Boddin-Langnow       | Boddin            | 147                              |
| Boddin-Langnow       | Heidelberg        | 35                               |
| Boddin-Langnow       | Langnow           | 55                               |
| Groß Pankow          | Groß Pankow       | 539                              |
| Groß Pankow          | Luggendorf        | 35                               |
| Groß Woltersdorf     | Brünkendorf       | 12                               |
| Groß Woltersdorf     | Groß Woltersdorf  | 70                               |
| Groß Woltersdorf     | Klein Woltersdorf | 49                               |
| Gulow-Steinberg      | Gulow             | 94                               |
| Gulow-Steinberg      | Steinberg         | 51                               |
| Helle                | Groß Langerwisch  | 215                              |
| Helle                | Helle             | 42                               |
| Helle                | Neudorf           | 35                               |
| Kehrberg             | Kehrberg          | 263                              |
| Klein Gottschow      | Guhlsdorf         | 43                               |
| Klein Gottschow      | Klein Gottschow   | 91                               |
| Klein Gottschow      | Simonshagen       | 33                               |
| Kuhbier              | Kuhbier           | 192                              |
| Kuhsdorf             | Bullendorf        | 55                               |
| Kuhsdorf             | Kuhsdorf          | 133                              |
| Lindenberg           | Lindenberg        | 254                              |
| Retzin               | Klein Linde       | 52                               |
| Retzin               | Kreuzburg         | 33                               |
| Retzin               | Retzin            | 132                              |
| Retzin               | Rohlsdorf         | 71                               |
| Seddin               | Seddin            | 117                              |
| Tacken               | Tacken            | 95                               |
| Tangendorf-Hohenvier | Hohenvier         | 37                               |
| Tangendorf-Hohenvier | Tangendorf        | 76                               |
| Tüchen               | Klenzenhof        | 31                               |
| Tüchen               | Reckenthin        | 95                               |
| Tüchen               | Tüchen            | 100                              |
| Vettin               | Vettin            | 93                               |
| Wolfshagen           | Dannhof           | 42                               |
| Wolfshagen           | Hellburg          | 46                               |
| Wolfshagen           | Horst             | 41                               |
| Wolfshagen           | Wolfshagen        | 220                              |

### Réformes administratives
Cette commune a été instituée le 31 décembre 2002 par regroupement des anciennes communes de Baek, Gross-Pankow, Gross-Woltersdorf, Helle, Kehrberg, Klein-Gottschow, Kuhbier, Kuhsdorf, Lindenberg, Retzin, Tüchen, Vettin et Wolfshagen, dépendant de Gross-Pankow, avec la commune de Boddin-Langnow, dépendant de Pritzwalk-Land.
| Ancienne commune | Date             | Remarques                            |
| ---------------- | ---------------- | ------------------------------------ |
| Baek             | 31 décembre 2002 |                                      |
| Boddin           | 1er avril 1974   | Annexée à Langnow zu Boddin-Langnow  |
| Boddin-Langnow   | 31 décembre 2002 |                                      |
| Groß Langerwisch | 1er janvier 1957 | Annexée à Helle                      |
| Groß Woltersdorf | 31 décembre 2002 |                                      |
| Guhlsdorf        | 1er janvier 1974 | Annexée à Klein Gottschow            |
| Gulow            | 1er février 1974 | Annexée à Baek                       |
| Helle            | 31 décembre 2002 |                                      |
| Hohenvier        | 1er mai 1973     | Annexée à Baek                       |
| Kehrberg         | 31 décembre 2002 |                                      |
| Klein Gottschow  | 31 décembre 2002 |                                      |
| Kreuzburg        | 1er janvier 1963 | Annexée à Retzin                     |
| Kuhbier          | 31 décembre 2002 |                                      |
| Kuhsdorf         | 31 décembre 2002 |                                      |
| Langnow          | 1er avril 1974   | Fusion avec Boddin zu Boddin-Langnow |
| Lindenberg       | 31 décembre 2002 |                                      |
| Reckenthin       | 8 novembre 1962  | Annexée à Tüchen                     |
| Retzin           | 31 décembre 2002 |                                      |
| Rohlsdorf        | 1er janvier 1963 | Annexée à Retzin                     |
| Seddin           | 1er janvier 1974 | Annexée à Wolfshagen                 |
| Steinberg        | 7 mai 1971       | Annexée à Baek                       |
| Tacken           | 1er février 1974 | Annexée à Wolfshagen                 |
| Tangendorf       | 1er mai 1973     | Annexée à Baek                       |
| Tüchen           | 31 décembre 2002 |                                      |
| Vettin           | 31 décembre 2002 |                                      |
| Wolfshagen       | 31 décembre 2002 |                                      |

## Histoire

### Préhistoire

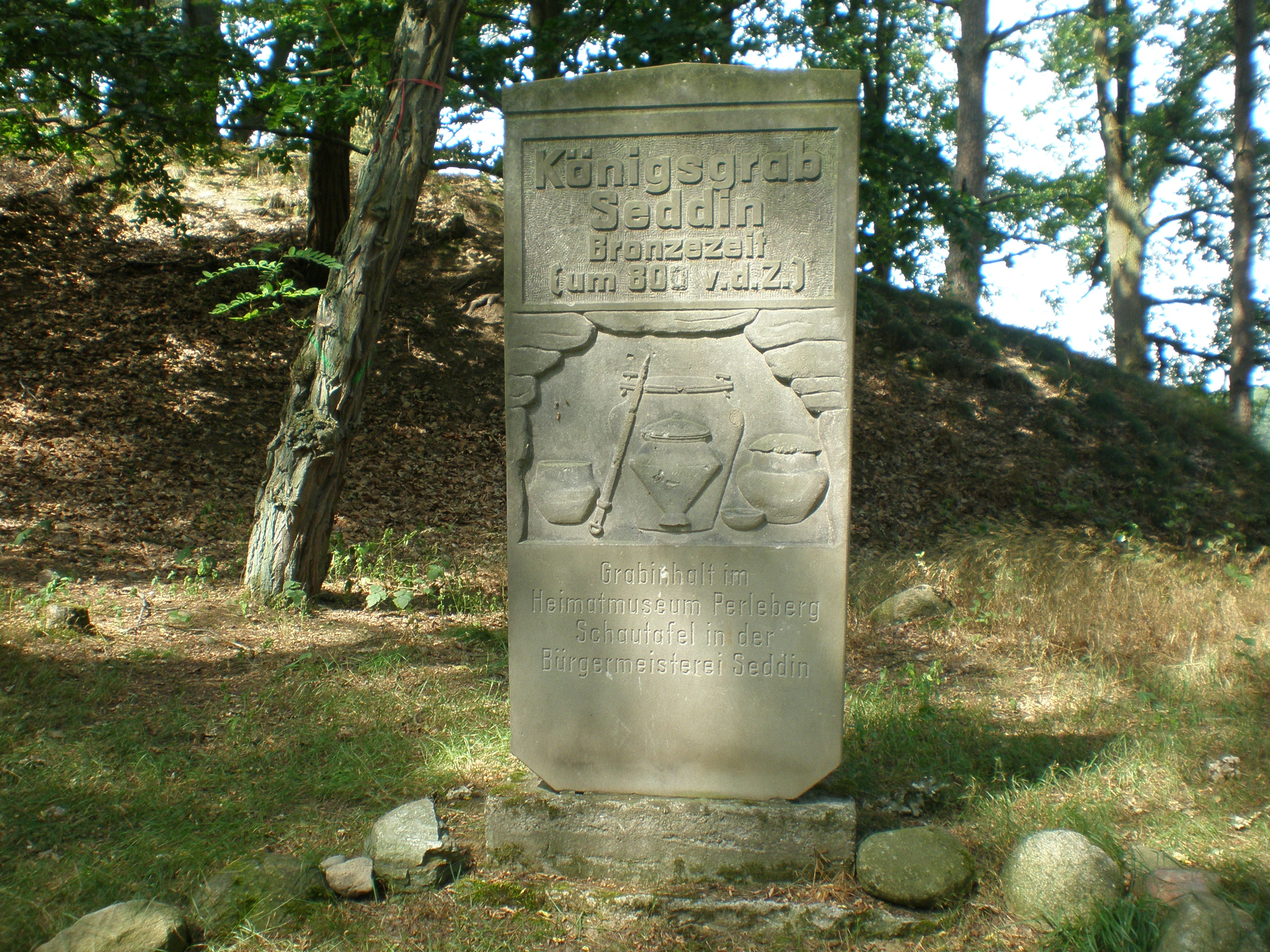

À Seddin se trouve la Tombe royale de Seddin (de), une sépulture datant de l'Âge du bronze. Recouverte d'un large tertre de terre, elle contenait des objets importés de Méditerranée comme des vaisselles de bronze et des perles de verre.

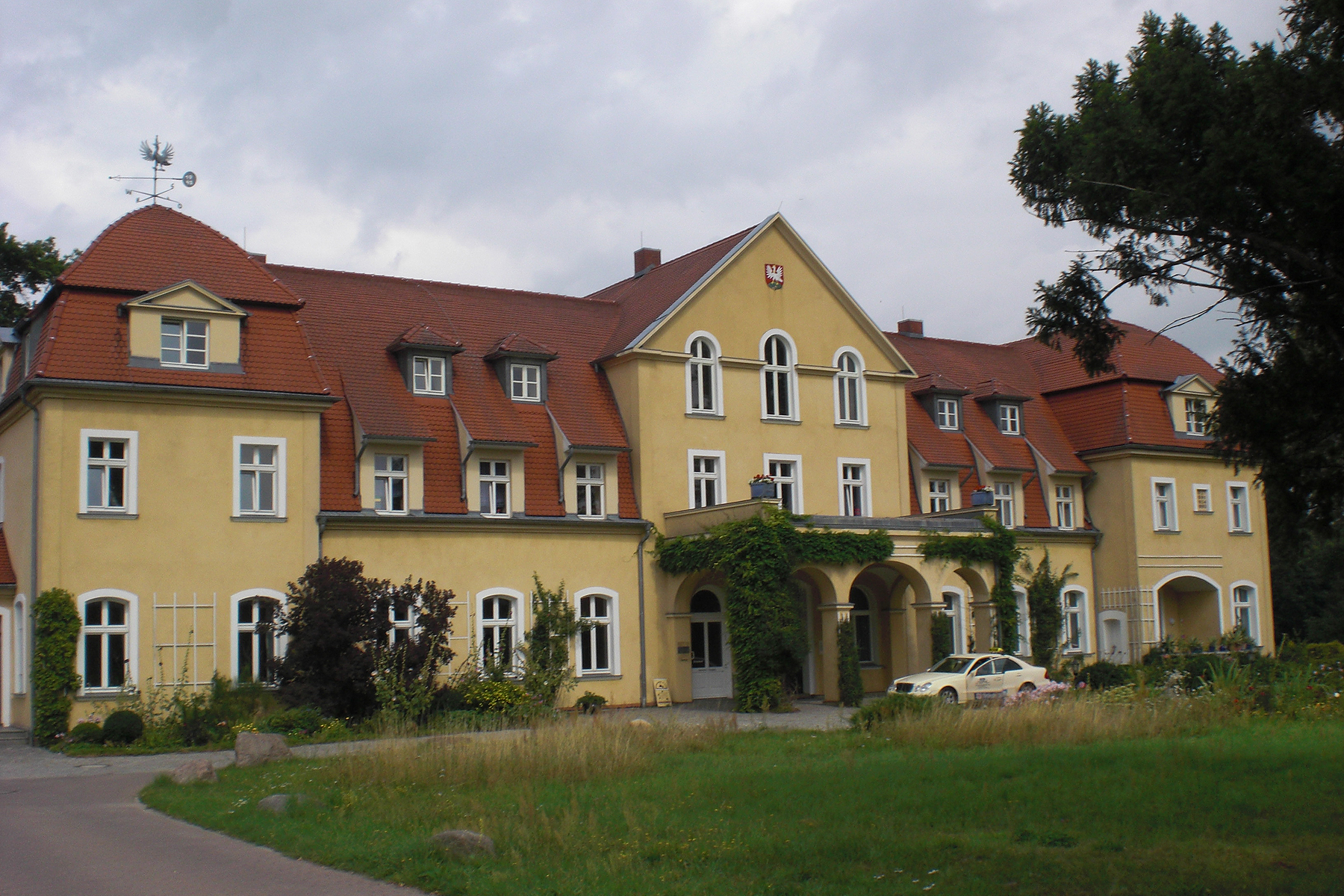
Le manoir de Gross-Pankow (auj. une clinique d'ophtalmologie).

### Gross-Pankow
La terre de Gross-Pankow était un fief de la famille Gans zu Putlitz. Waldemar zu Putlitz a été exécuté le 2 mai 1945 à l'arrivée de l'Armée rouge. Ses terres furent confisquées sans déprédation à l'automne 1945. L'un de ses fils, Gisbert zu Putlitz, est devenu professeur de physique en RFA. APrès la Réunification, l'un des descendants de la lignée, Bernhard von Barsewisch, s'est porté héritier ; il a réaménagé le parc et fait du château en 1993 une clinique d'ophtalmologie.

### Tangendorf
Ce village apparaît en 1492 dans les annales comme Tankendorf et doit son nom à un propriétaire : Tank. Le temple protestant a été construit en 1954. C'est le plus petit de l'arrondissement de la Prignitz d'après 1945. On y organise une année sur deux, en alternance avec le village de Hohenvier, un festival baroque à l'occasion des moissons.

### Démographie
La population de la commune de Gross-Pankow a stagné de la fin du XIXe siècle jusqu'à la défaite de 1945 ; puis l'afflux de réfugiés des territoires prussiens a donné une forte impulsion mais depuis les années 1950, la baisse démographique est continue et les pronostics sont sinistres : il y aura en 2030 plus de personnes âgées que d'actifs à Gross-Pankow .
- Démographie depuis 1875
- Prévisions pour la population
- Prévisions pour la structure par âges

Évolution démographique et prévision sur le territoire actuel de la commune
| Année | Population |
| ----- | ---------- |
| 1875  | 6 795      |
| 1890  | 6 478      |
| 1910  | 6 297      |
| 1925  | 6 714      |
| 1933  | 6 362      |
| 1939  | 6 255      |
| 1946  | 10 398     |
| 1950  | 10 034     |
| 1964  | 7 223      |
| 1971  | 7 099      |

| Année | Population |
| ----- | ---------- |
| 1981  | 5 840      |
| 1985  | 5 665      |
| 1989  | 5 484      |
| 1990  | 5 387      |
| 1991  | 5 257      |
| 1992  | 5 180      |
| 1993  | 5 092      |
| 1994  | 5 091      |
| 1995  | 5 114      |
| 1996  | 5 056      |

| Année | Population |
| ----- | ---------- |
| 1997  | 5 031      |
| 1998  | 5 002      |
| 1999  | 4 943      |
| 2000  | 4 868      |
| 2001  | 4 790      |
| 2002  | 4 758      |
| 2003  | 4 710      |
| 2004  | 4 671      |
| 2005  | 4 560      |
| 2006  | 4 471      |

| Année | Population |
| ----- | ---------- |
| 2007  | 4 345      |
| 2008  | 4 243      |
| 2009  | 4 193      |
| 2010  | 4 132      |
| 2011  | 4 063      |
| 2012  | 3 991      |
| 2013  | 3 999      |
| 2014  | 3 954      |
| 2015  | 3 955      |
| 2016  | 3 962      |

| Année | Population |
| ----- | ---------- |
| 2017  | 3 875      |
| 2018  | 3 803      |
| 2019  | 3 789      |
| 2020  | 3 808      |

## Politique

### Représentation
Outre le bourgmestre, 16 élus siègent au conseil municipal (dernières élections le 25 mai 2014).

### Bourgmestres
Le premier haut-bourgmestre a été l'ancien président du conseil intercommunal Thomas Brandt, élu le 8 janvier 2003 et reconduit jusqu'à la fin de son mandat. Thomas Brandt a été réélu le 27 avril 2008, avec 76,8 % des voix. Son troisième mandat se terminera en août 2016.

## Tourisme
- Le château de Wolfshagen
- Le tumulus de Seddin (vers 800 av. J. Chr.)

## Économie et infrastructures

### Enseignement
Il y a à Gross-Pankow deux écoles :
- Le collège Youri Gagarine
- Le collège libre de Baek

### Trafic
La commune est desservie par la B 189, entre Pritzwalk et Magdebourg via Perleberg et Wittenberge.
La gare de Groß Pankow se trouve sur la ligne de chemin de fer Wittenberge–Strasburg (Uckermark) ; elle est desservie par l'Express Régional RE6 (Prignitz-Express) de la DB Regio Nordost, qui la relie à Wittenberge d'une part, et à Berlin d'autre part. Les quartiers de Kuhbier et de Gross-Langerwisch disposent en outre chacun d'un arrêt sur la ligne de chemin de fer Pritzwalk–Putlitz, desservis par le train VGP70 de la ligne de Potsdam, mais qui est destinée aux scolaires et ne roule que du lundi au vendredi.
Depuis 2002, un train touristique : le Pollo, dessert les villages de Mesendorf et de Lindenberg via Brünkendorf et Vettin.

## Personnalités
- Hans von Blumenthal (1722-1788), militaire né à Horst.
- Gustav zu Putlitz (1821-1890), écrivain né et mort au manoir de Retzin
- Hermann Klostermann, (né le 28 mars 1839 à Retzin; † 1907), naturaliste
- Paul Baethcke (né en 1850 à Reckenthin, † 1936), pasteur à Schwarzhausen (de) et régionaliste
- Erhard Hübener (né en 1881 à Tacken; † 1958), DDP et homme politique du LDPD
- Richard Kackstein (né en 1903 à Triglitz; † 1966), figure du nazisme
- Bernhard von Barsewisch (né en 1935 à Klein-Plasten), médecin, amateur d'art et généalogiste.

## Voir également
- (de) Gross-Pankow dans l'émission Landschleicher de Radio Berlin-Brandebourg (26 décembre 2010)
- (de) Tüchen dans l'émission Landschleicher de Radio Berlin-Brandebourg (22 octobre 2006)